# Kilian z Würzburga
Kilian z Würzburga, niem. Kilian von Würzburg (ur. w Mullagh w Irlandii, zm. ok. 689 w Würzburgu we Frankonii) – iroszkocki mnich, biskup, męczennik, misjonarz, apostoł Frankonii, święty Kościoła katolickiego i ewangelickiego.

## Życiorys

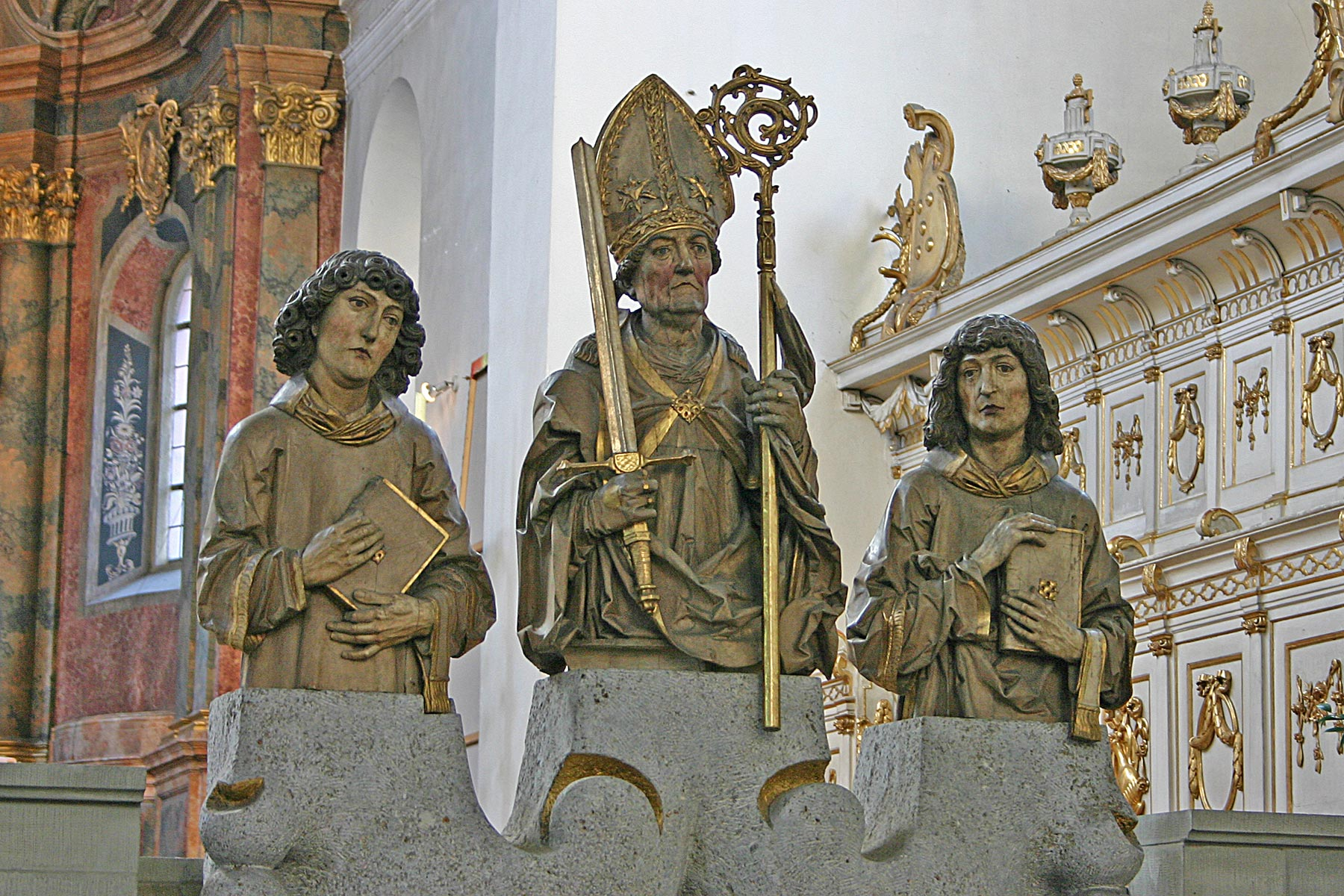
Św. Kilian ze świętymi: Kolonatem i Totnanem w Kolegiacie Neumünsteru w Würzburgu.

Święty Kilian był z pochodzenia iroszkockim szlachcicem. W młodym wieku wstąpił do zakonu z regułą św. Kolumbana z Iony, w którym służył kilka lat zostając jego opatem. Mianowany na biskupa rozpoczął podróże po całej Irlandii nawracając ludzi. Dzięki jego gorliwości wielu ludzi nawróciło się. Później udał się na tereny Franków wraz z 12 towarzyszami, na wzór Jezusa Chrystusa (w tym ksiądz św. Kolonat i diakon św. Totnan), gdzie podjął się chrystianizacji pogańskiego wówczas państwa.
Prawdopodobnie ochrzcił rodzinę książęcą z Turyngii. Gdy potem od księcia Gosberta zażądał, aby ten oddalił od siebie żonę swego brata, Gejlanę, ta z zemsty nasłała na Kiliana morderców. Zginął od miecza, trzymając w ręku Biblię, razem z towarzyszami: Kolonatem i Totnanem. Plamy od krwi można zobaczyć na okładce księgi (lub ewangeliarza) w bibliotece würzburskiego uniwersytetu. Pochowany został w Würzburgu, w którym zginął i chrystianizował pogan.

## Kult
8 lipca 752 roku bp Burchard (późniejszy święty) dokonał elewacji relikwii, prawdopodobnie z inicjatywy św. Bonifacego-Winfrida, który założył diecezję w mieście w 741 roku.
W 788 roku, w obecności Karola Wielkiego, grób Kiliana przekształcono w katedrę, wybudowano kolejny budynek (Kolegiata Neumünster), który jest obecnym miejscem spoczynku Świętego oraz świętych: Kolonata i Totnana. Do chwili obecnej odbywają się do tego miejsca pielgrzymki m.in. z terenów pracy misyjnej w Saksonii.
Rozpowszechnienie kultu św. Kiliana w Irlandii, nastąpiło nie później niż pod koniec IX wieku.

## Patronat
Jest patronem Frankonii, miast: Würzburga, Heilbronnu, diecezji: würzburskiej i erfurckiej oraz drugim patronem diecezji paderborńskiej oraz osób cierpiących na reumatyzm, dnę moczanową i choroby oczu.

## Dzień obchodów
Wspomnienie liturgiczne w Kościele katolickim i ewangelickim obchodzone jest 8 lipca, na pamiątkę podniesienia relikwii.
Uroczystości związane z translacją relikwii w Würzburgu, Paderbornie, diecezji rottenburskiej i na obszarze niemieckojęzycznym w Irlandii, obchodzone są 25 marca.